# Sauerländischer Künstlerkreis
Der Sauerländische Künstlerkreis (SKK) war eine aus der Heimatbewegung hervorgegangene, der Völkischen Bewegung und dem  Nationalsozialismus nahestehende Künstlervereinigung, die gegen Ende der Weimarer Republik und in den Anfangsjahren der Zeit des Nationalsozialismus im Sauerland aktiv war.

## Geschichte
In der Sauerländer Heimatbewegung, die insbesondere im Sauerländer Heimatbund organisiert war, führte das Unbehagen an der politischen und sozialen Entwicklung und insbesondere an den modernen kulturellen Entwicklungen zu unterschiedlichen Reaktionen. Eine davon war die Hinwendung zu rechten bis hin zu völkischen Vorstellungen, die im Heimatbund immer stärker an Gewicht gewannen und zur Abwendung etwa linkskatholischer Mitglieder wie Josef Rüther führte.
Etwa fünfunddreißig Künstler und Schriftsteller schlossen sich auf maßgebliche Initiative des Komponisten Georg Nellius 1928/29 im Sauerländischen Künstlerkreis zusammen. Zu den Mitbegründern gehörten Maria Kahle, Josefa Berens-Totenohl und Heinrich Luhmann. Geleitet wurde der Kreis von Dr. Hans Menne als Obmann. Die Mitglieder kamen aus dem Sauerland oder waren mit der Region auf andere Weise verbunden.  
In einem programmatischen Aufsatz Kunst als Grundkraft der Heimatbewegung! drängte Nellius auf einen Wandel im Heimatbund. Er sprach sich für eine „Evolution der kernhaften gesunden Stammeskultur in eine umfassende Vaterlandskultur unter Wahrnehmung und stärkster Beteiligung der Stammes-Eigenart“ aus. Der „weltkriegskranke deutsche Volkskörper“ müsse „aus seinen früher fast bedeutungslos erscheinenden Organen die Gesundungsfermente“ ziehen. Dem „Negerblut“ im Jazz stellte Nellius die „vitalen Kräfte unverbrauchten Heimatblutes gegenüber“. SSK-Obmann Menne, NSDAP-Mitglied seit 1924, formulierte 1930 als Erwartung an einen kommenden Führer: „Wie einst Wotan den Felsen mit einer brennenden Zauberlohe umgab, in der Brünhilde ruhen sollte, bis Siegfried sie erwecke vom Schlummer, so liegt auch heute die Heimat in Feuerbrünsten und wartet, wartet auf den Held, dem die Lohe der brennenden Welt in die eigene Seele dringt, der brennende Zauber im Herzen durch das Feuer schreitet.“
Der Künstlerkreis organisierte Lesungen, Ausstellungen und gab Schriften heraus. So wurde eine Anthologie mit Werken von Christine Koch veröffentlicht. Die Aufführung der Kantate Von deutscher Not von Georg Nellius wurde organisiert. Ein Höhepunkt war die Abhaltung eines Sauerländer Dichterabends in Berlin mit Maria Kahle, Josefa Berens-Totenohl und Heinrich Luhmann. 
Die Vereinigung wurde nach der Machtübernahme durch die Nationalsozialisten und ihre Bündnispartner als eine der Bewegung nahestehende repräsentative Vereinigung der Sauerländer Kultur betrachtet. Sie kooperierte 1933 mit dem bereits gleichgeschalteten Westdeutschen Rundfunk. Dessen Intendant, der Nationalsozialist Heinrich Glasmeier, urteilte über den SKK, dass dieser eine der „charaktervollsten, geschlossensten und aktivsten Kulturzellen in Westfalen“ sei. 
Im August 1933  beschloss der SKK auf einer Tagung in Grevenbrück einstimmig, sich kooperativ dem Kampfbund für Deutsche Kultur von Alfred Rosenberg anzuschließen. 
Im selben Monat bekundeten die Mitglieder gegenüber der Öffentlichkeit im westfälischen Central-Volksblatt des Zentrums, die „nationalsozialistische Revolution“ erfülle sie „mit großer Freude“. Diskutiert wurde auch, sich ganz vom Sauerländer Heimatbund zu trennen. In einer Erklärung einige Zeit später begrüßte der Obmann Menne ein weiteres Mal die nationalsozialistische „Revolution“. Er beanspruchte, dass der SKK schon weit vor 1933 für die „Verwirklichung der Ideen, die nun Tat werden,“ gearbeitet habe. „Von Anbeginn sind wir ein Kampfbund gewesen, die gestaltenden Kräfte der Heimat aufzurufen und ihnen Geltung zu verschaffen gegen die wurzellose Kunst. [...] Das zwingende Gefühl der Schicksalsgemeinschaft mit unserem Volke, die blutmäßige Einheit von Rasse, Volk und Stamm [...] bleiben unsere grundlegenden Voraussetzungen der Arbeit. [...] Wir mussten uns selbst erst einmal im Inneren säubern, Ungesundes und Krankhaftes ausmerzen, selbst erst von einem einheitlichen Wollen beseelt sein, selbst einmal erst vom Führerprinzip durchdrungen und durchglüht sein. [...] Ein neuer Morgen ist angebrochen! Kompromisslos wollen wir weiter mitarbeiten am neuen Werk. Der Künstlerkreis soll die SA-Truppe auf kultur- und kunstpolitischen Gebiet im Sauerland bleiben.“ Ab August 1933 gab die Gruppe als Beilage der Mendener Zeitung Von Sauerländer Art und Kunst heraus. In der ersten Ausgabe erklärte der SSK mit den Unterschriften von Menne und Nellius, „unserem Führer Adolf Hitler in seinem Kampf um die Wiedererweckung deutschen Geistes, deutscher Art und Sitte Helfer und Mitarbeiter zu sein. Heil Hitler!“
Die Gruppe hatte Bestand, bis sie etwa 1934 in die Reichskulturkammer überführt wurde.